# Candas

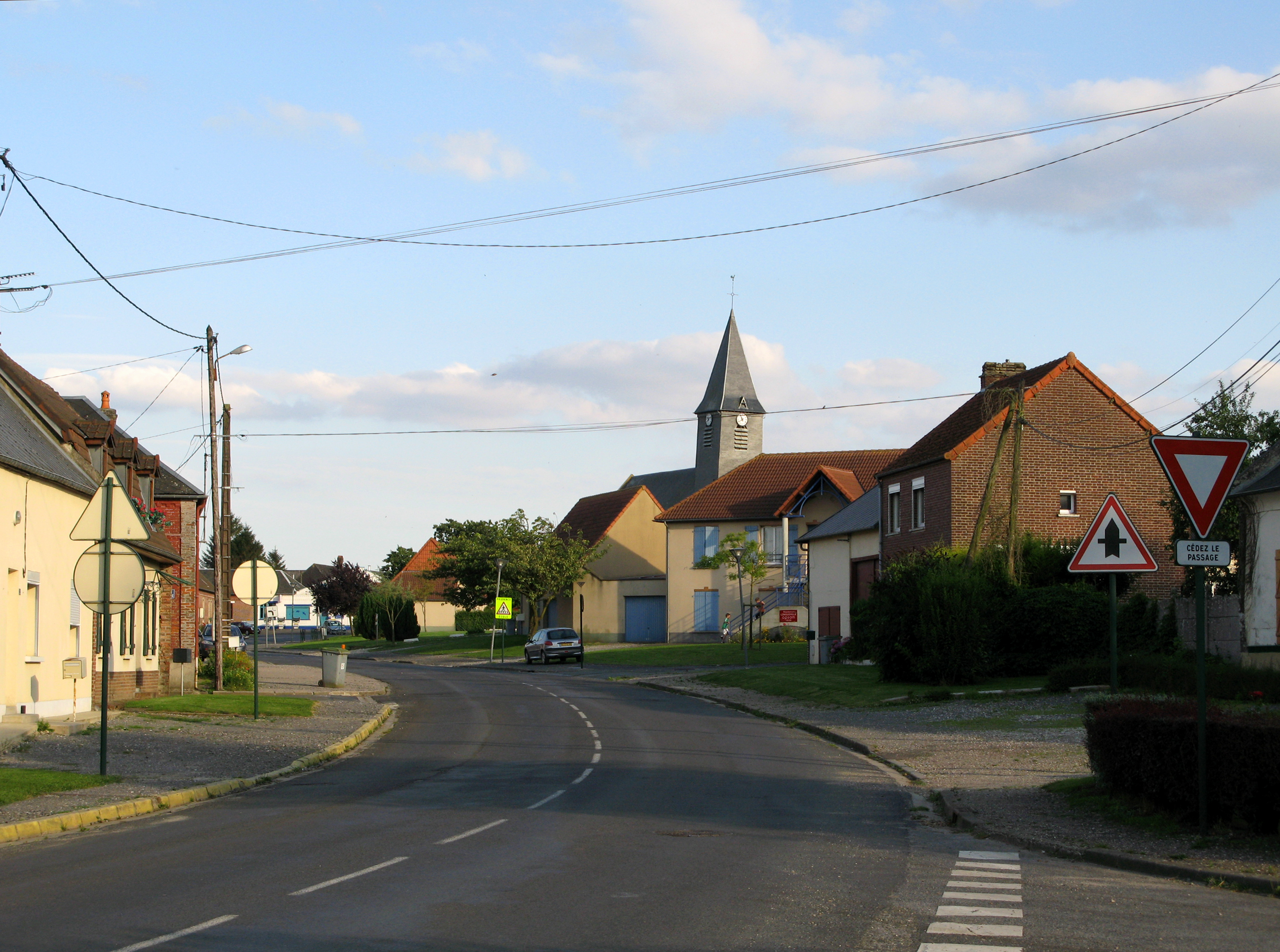
Arrivée dans le village depuis la rue venant du Moulin.

Candas est une commune française située dans le département de la Somme en région Hauts-de-France.

## Géographie

### Localisation
Candas est un bourg picard de l'Amiénois proche du Ponthieu. 
À vol d'oiseau, la commune est située à 7 km au sud-est de Bernaville, 8 km de Doullens, 10 km au nord-est de Domart-en-Ponthieu , 24 km au nord d'Amiens, 30 km à l'est d'Abbeville et à 42 km au sud-ouest d'Arras.
Le territoire de la commune est limitrophe de ceux de huit communes.Les communes limitrophes sont  Beauval, Bonneville, Fieffes-Montrelet, Fienvillers, Gézaincourt, La Vicogne, Longuevillette et Naours.

### Hydrographie
La commune est située dans le bassin Artois-Picardie. Elle n'est drainée par aucun cours d'eau.

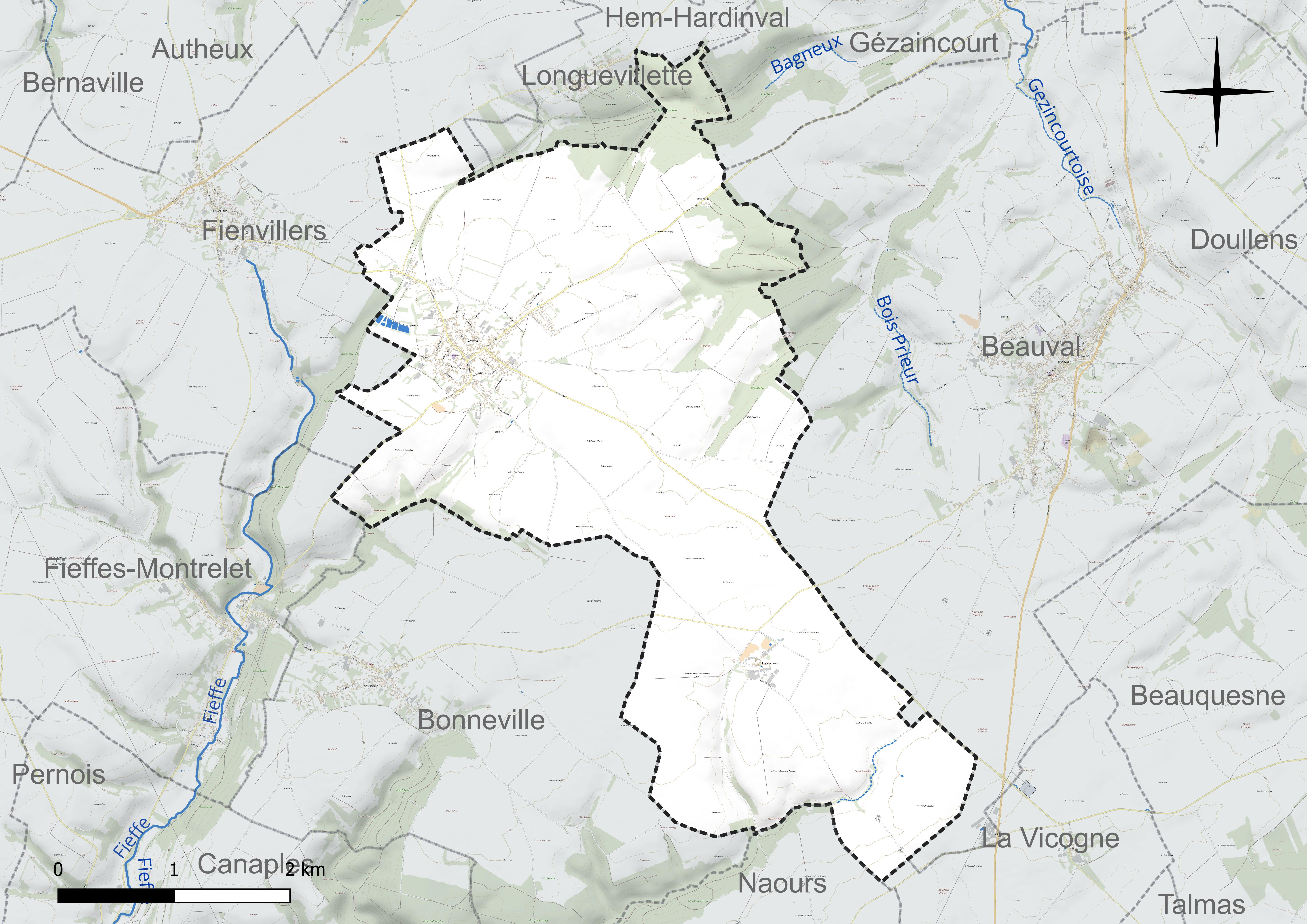
Réseau hydrographique de Candas.

### Climat
Pour des articles plus généraux, voir Climat des Hauts-de-France et Climat de la Somme.
En 2010, le climat de la commune est de type climat des marges montargnardes, selon une étude du CNRS s'appuyant sur une série de données couvrant la période 1971-2000. En 2020, Météo-France publie une typologie des climats de la France métropolitaine dans laquelle la commune est exposée à un climat océanique et est dans la région climatique  Côtes de la Manche orientale, caractérisée par un faible ensoleillement (1 550 h/an) ; forte humidité de l'air (plus de 20 h/jour avec humidité relative > 80 % en hiver), vents forts fréquents. 
Pour la période 1971-2000, la température annuelle moyenne est de 10,2 °C, avec une amplitude thermique annuelle de 13,8 °C. Le cumul annuel moyen de précipitations est de 850 mm, avec 12,6 jours de précipitations en janvier et 9,2 jours en juillet. Pour la période 1991-2020, la température moyenne annuelle observée sur la station météorologique la plus proche, située sur la commune de Bernaville à 7 km à vol d'oiseau, est de 10,4 °C et le cumul annuel moyen de précipitations est de 877,3 mm,. Pour l'avenir, les paramètres climatiques de la commune estimés pour 2050 selon différents scénarios d'émission de gaz à effet de serre sont consultables sur un site dédié publié par Météo-France en novembre 2022.

## Urbanisme

### Typologie
Au 1er janvier 2024, Candas est catégorisée bourg rural, selon la nouvelle grille communale de densité à sept niveaux définie par l'Insee en 2022.
Elle est située hors unité urbaine. Par ailleurs la commune fait partie de l'aire d'attraction d'Amiens, dont elle est une commune de la couronne,. Cette aire, qui regroupe 369 communes, est catégorisée dans les aires de 200 000 à moins de 700 000 habitants,.

### Occupation des sols
L'occupation des sols de la commune, telle qu'elle ressort de la base de données européenne d'occupation biophysique des sols Corine Land Cover (CLC), est marquée par l'importance des territoires agricoles (85,4 % en 2018), une proportion identique à celle de 1990 (85,4 %). La répartition détaillée en 2018 est la suivante :
terres arables (77,3 %), forêts (10,6 %), prairies (8,1 %), zones urbanisées (4 %). L'évolution de l'occupation des sols de la commune et de ses infrastructures peut être observée sur les différentes représentations cartographiques du territoire : la carte de Cassini (XVIIIe siècle), la carte d'état-major (1820-1866) et les cartes ou photos aériennes de l'IGN pour la période actuelle (1950 à aujourd'hui).

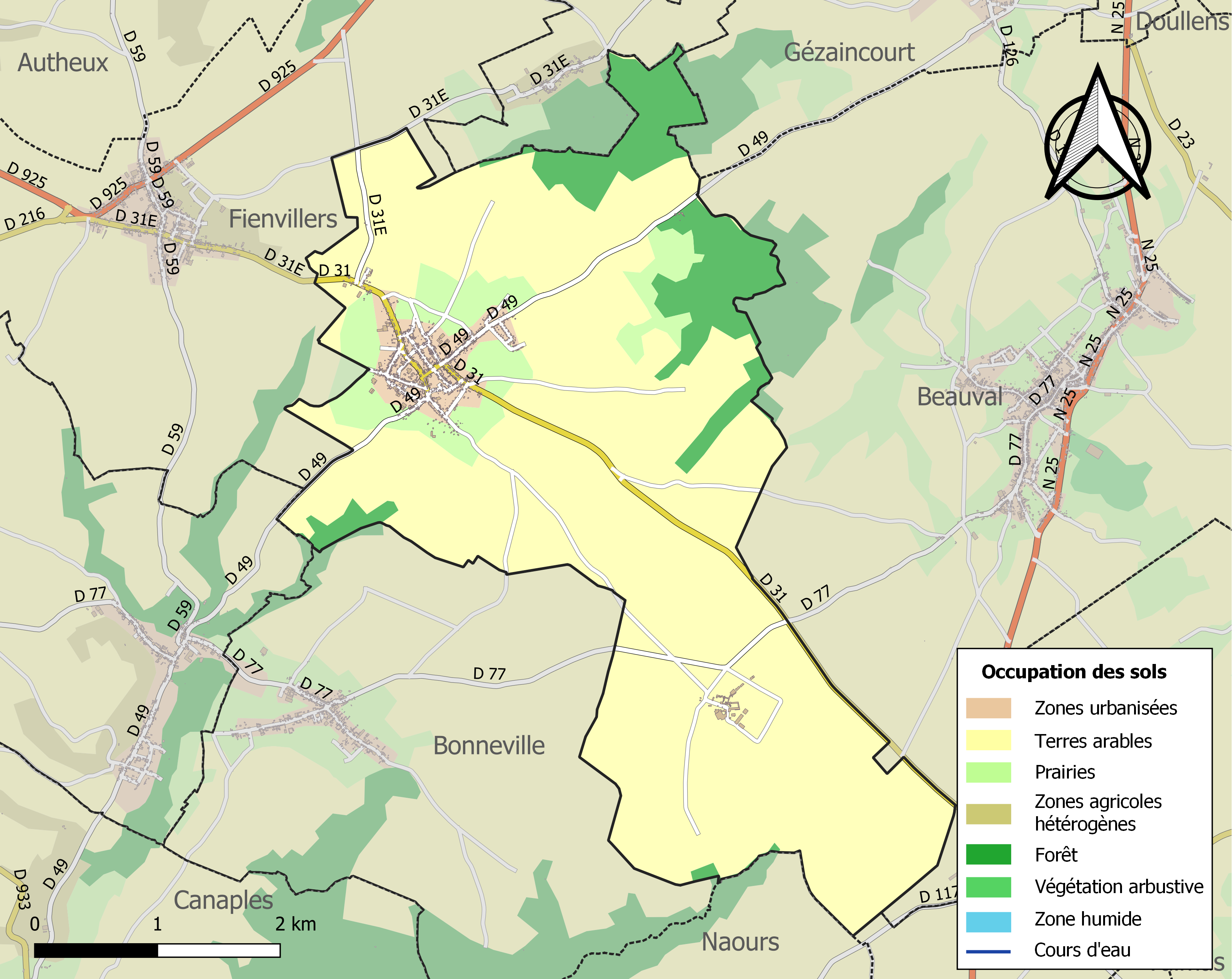
Carte des infrastructures et de l'occupation des sols de la commune en 2018 (CLC).

### Voies de communication et transports
Le village est aisément accessible par le RN 25, qui tangente au nord-est le territoire communal.
En 2019, la localité est desservie par la ligne d'autocars no 24 (Doullens - Domart-en-Ponthieu) du réseau inter-urbain Trans'80, Hauts-de-France, tous les jours sauf le dimanche et les jours fériés. La ligne no 26 (Doullens - Bernaville - Abbeville) permet les déplacements vers Abbeville et la ligne no 57 mène à Amiens.

## Toponymie
Le nom de la localité est attesté sous les formes Candas en 1202 ; El Candas en 1228 ; Le Candas en 1266 ; Canda en 1592 ; Candal en 1638 ; Cande en 1657 ; Le Canda en 1743.
Valheureux dép. du Candas, attesté sous les formes Valerros (1154.) ; Valleros (1155.) ; Vallis edere (1160-1206.) ; Vallis erroris (1160-1206.) ; Vallis hederosa (1162.) ; Val erroz… ; Valerreus (1173-1310-1385.) ; Valheureux (11...) ; Valeirus (1236.) ; Vallerii (1237.) ; Valeireus (1243.) ; Valerreux (1310.) ; Le Val'heureux (1700.) ; Le Valheureux (1733.) ; Le Val-heureux (1743.) ; Valeureux (1757.) ; Le Malheureux (1778.), proviendrait de vallum erosum.

## Histoire
La seigneurie a appartenu aux hospitaliers et dépendait de la commanderie de Fieffes. Une charte de 1224 en confirme la donation par Richard de Candas.
Les fermes du Valheureux ont appartenu aux seigneurs de Beauval puis à l'abbaye du Gard.
Le village a été desservi par la gare de Fienvillers - Candas, sur la ligne de Saint-Roch à Frévent, dont le trafic voyageurs a cessé en 1938.
Circonscriptions d'Ancien Régime
Le village constituait une paroisse sous l'autorité du doyenné de Vignacourt, archidiocèse et diocèse d'Amiens.
Dans l'ordre civil, militaire et fiscal, il dépendait de la prévôté de Beauquesne ou de Doullens, du bailliage d'Amiens, de l'élection de Doullens, de l'intendance de Picardie, ainis que du grenier à sel de Doullens.

## Politique et administration

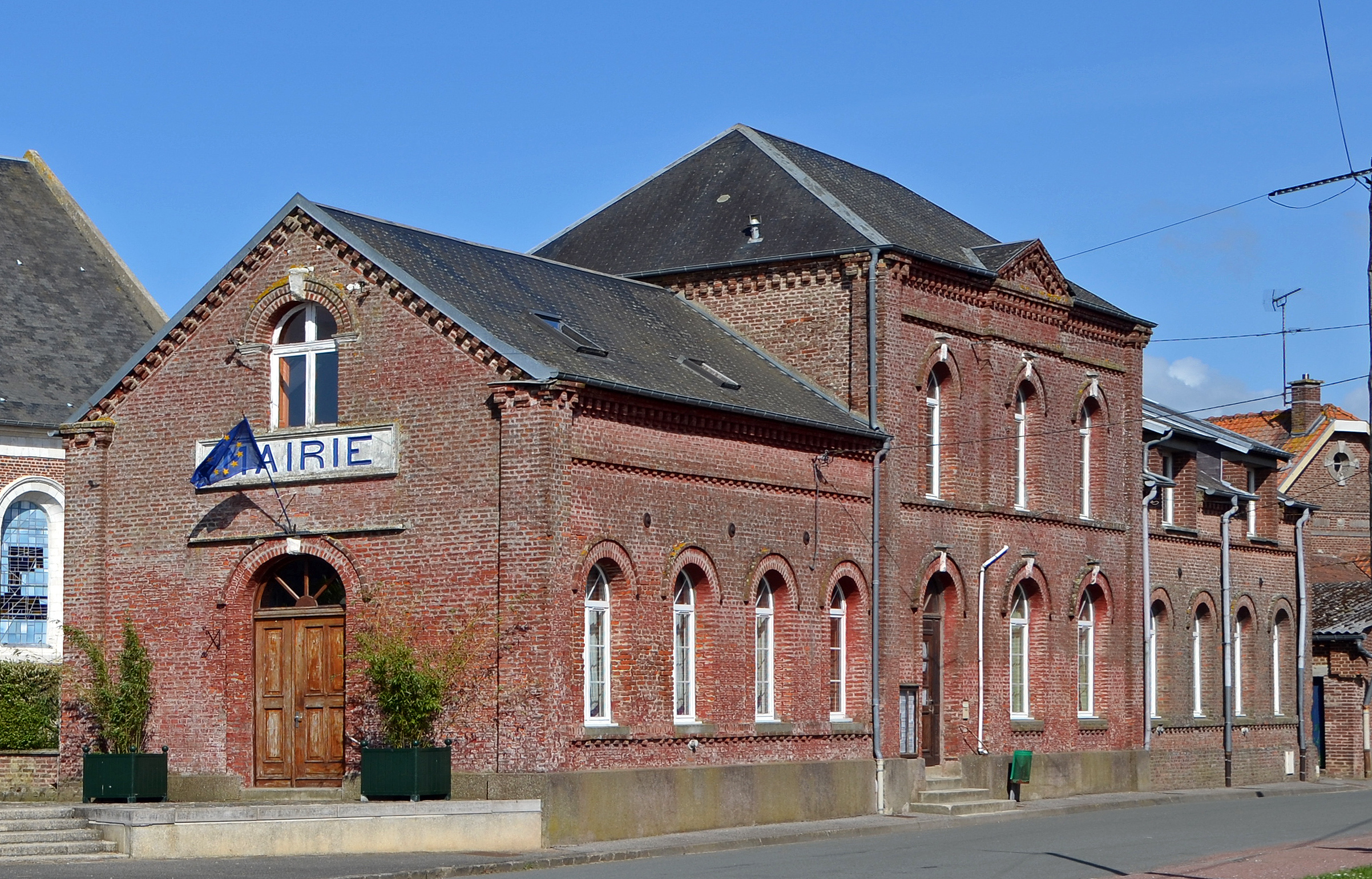
La mairie.

### Rattachements administratifs et électoraux
La commune se trouve depuis 1926 dans l'arrondissement d'Amiens du département de la Somme. Pour l'élection des députés, elle fait partie depuis 1958 de la quatrième circonscription de la Somme.
Elle faisait partie depuis 1801 du canton de Bernaville. Dans le cadre du redécoupage cantonal de 2014 en France, Candas est désormais intégrée au canton de Doullens.

### Intercommunalité
La commune était membre de la communauté de communes du Bernavillois, créée fin 1999 et qui succédait au SIVOM du Bernavillois.
Dans le cadre des dispositions de la loi portant nouvelle organisation territoriale de la République du 7 août 2015, qui prévoit que les établissements publics de coopération intercommunale (EPCI) à fiscalité propre doivent avoir un minimum de 15 000 habitants, cette intercommunalité a fusionné avec sa voisine pour former, le 1er janvier 2017, la communauté de communes du Territoire Nord Picardie, dont est désormais membre la commune.

## Population et société

### Démographie
L'évolution du nombre d'habitants est connue à travers les recensements de la population effectués dans la commune depuis 1793. Pour les communes de moins de 10 000 habitants, une enquête de recensement portant sur toute la population est réalisée tous les cinq ans, les populations de référence des années intermédiaires étant quant à elles estimées par interpolation ou extrapolation. Pour la commune, le premier recensement exhaustif entrant dans le cadre du nouveau dispositif a été réalisé en 2006.

En 2022, la commune comptait 1 046 habitants, en évolution de −4,39 % par rapport à 2016 (Somme : −1,26 %, France hors Mayotte : +2,11 %).
| 1793  | 1800  | 1806  | 1821  | 1831  | 1836  | 1841  | 1846  | 1851  |
| ----- | ----- | ----- | ----- | ----- | ----- | ----- | ----- | ----- |
| 1 300 | 1 370 | 1 410 | 1 552 | 1 628 | 1 678 | 1 698 | 1 720 | 1 700 |

| 1856  | 1861  | 1866  | 1872  | 1876  | 1881  | 1886  | 1891  | 1896  |
| ----- | ----- | ----- | ----- | ----- | ----- | ----- | ----- | ----- |
| 1 688 | 1 689 | 1 728 | 1 751 | 1 666 | 1 573 | 1 506 | 1 508 | 1 409 |

| 1901  | 1906  | 1911  | 1921  | 1926  | 1931  | 1936 | 1946 | 1954 |
| ----- | ----- | ----- | ----- | ----- | ----- | ---- | ---- | ---- |
| 1 312 | 1 300 | 1 224 | 1 052 | 1 061 | 1 047 | 960  | 941  | 891  |

| 1962 | 1968 | 1975 | 1982 | 1990 | 1999 | 2006 | 2011  | 2016  |
| ---- | ---- | ---- | ---- | ---- | ---- | ---- | ----- | ----- |
| 794  | 809  | 804  | 754  | 807  | 888  | 994  | 1 062 | 1 094 |

| 2021  | 2022  | - | - | - | - | - | - | - |
| ----- | ----- | - | - | - | - | - | - | - |
| 1 066 | 1 046 | - | - | - | - | - | - | - |

### Enseignement
L'école primaire Jean de la Fontaine accueille 143 élèves à la rentrée scolaire 2019-2020.

### Sécurité
Après une série de cambriolages, Dominique Hersin, maire, annonce l'installation de caméras de vidéoprotection en janvier.

### Activités associatives, culturelles, sportives
- Harmonie de Candas : Composée de 40 musiciens en 2011-2012, elle est la survivante de la Fanfare créée en 1882[33],[34].
- Association de Sauvegarde du Patrimoine de Candas.
- Club de foot de Candas ABC2F[35].
Le football peut être pratiqué avec l' Association Bonneville - Candas - Fienvillers -Fieffes-Montrelet (ABC2F) qui évolue sur le terrain de football de Candas. Le pôle d'accueil communal est inauguré en 2019. 
Une salle permet l'utilisation par les associations locales[36],[37].
- Animation 2000, association culturelle créée en 1989 par Alice Delcambre[38].

### Manifestations culturelles et festivités
L'Ahuri' Sound Festival, un festival de musique aux groupes hétéroclites, organisé par l'association culturelle locale Meltin' Potes, dont la seconde édition a eu lieu le 7 septembre 2019[,

## Culture locale et patrimoine

### Lieux et monuments
- Église Saint-Jean-Baptiste, construite en 1780, vitraux d'Alain Mongrenier (2007).
- Monument aux morts, sur lequel sont gravés 77 noms[41],[42].
- Calvaire en fer forgé.
- Le moulin Fanchon[43], restauré récemment (et après une dizaine d'années d'efforts et de démarches) grâce à l'Association de Sauvegarde du Patrimoine de Candas, est ouvert au public. Sont proposées non seulement des explications sur le mécanisme, le mouvement des ailes et des meules, mais aussi des démonstrations de production de farine.

Le moulin avait cessé de tourner en 1923, à la mort du dernier meunier, Louis Fanchon (qui l'avait acquis en 1882).
Avant le commencement des travaux de remise en valeur du site, les abords étaient envahis de verdure, la tour ronde (privée de sa toiture et bien sûr des ailes) subsistait encore mais était elle-même couverte d'herbes, d'arbustes et de lierre, la faisant ressembler à un énorme soufflé.

Le moulin Fanchon
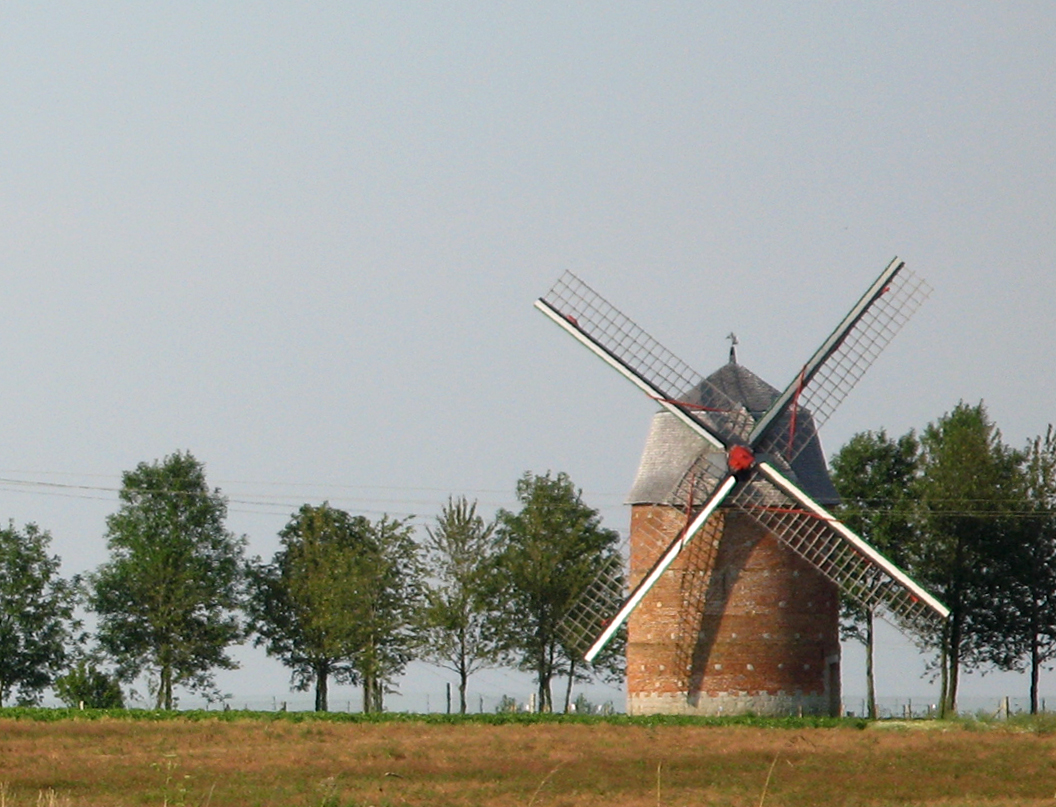
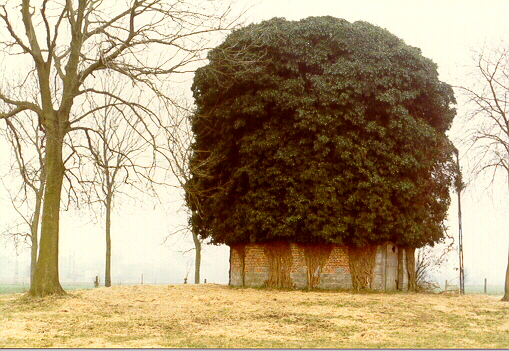
État du moulin en hiver 2002, avant début de restauration.
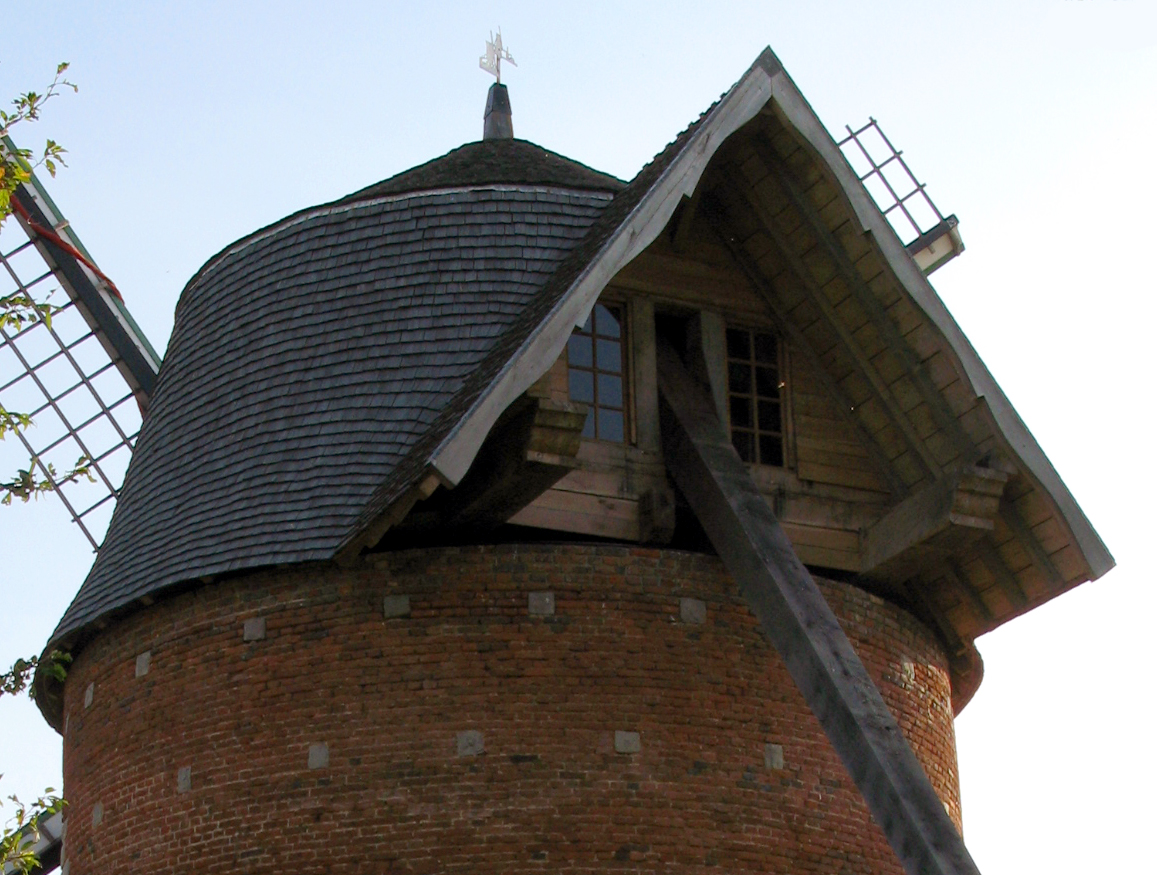
Partie supérieure et opposée à l'axe des ailes.
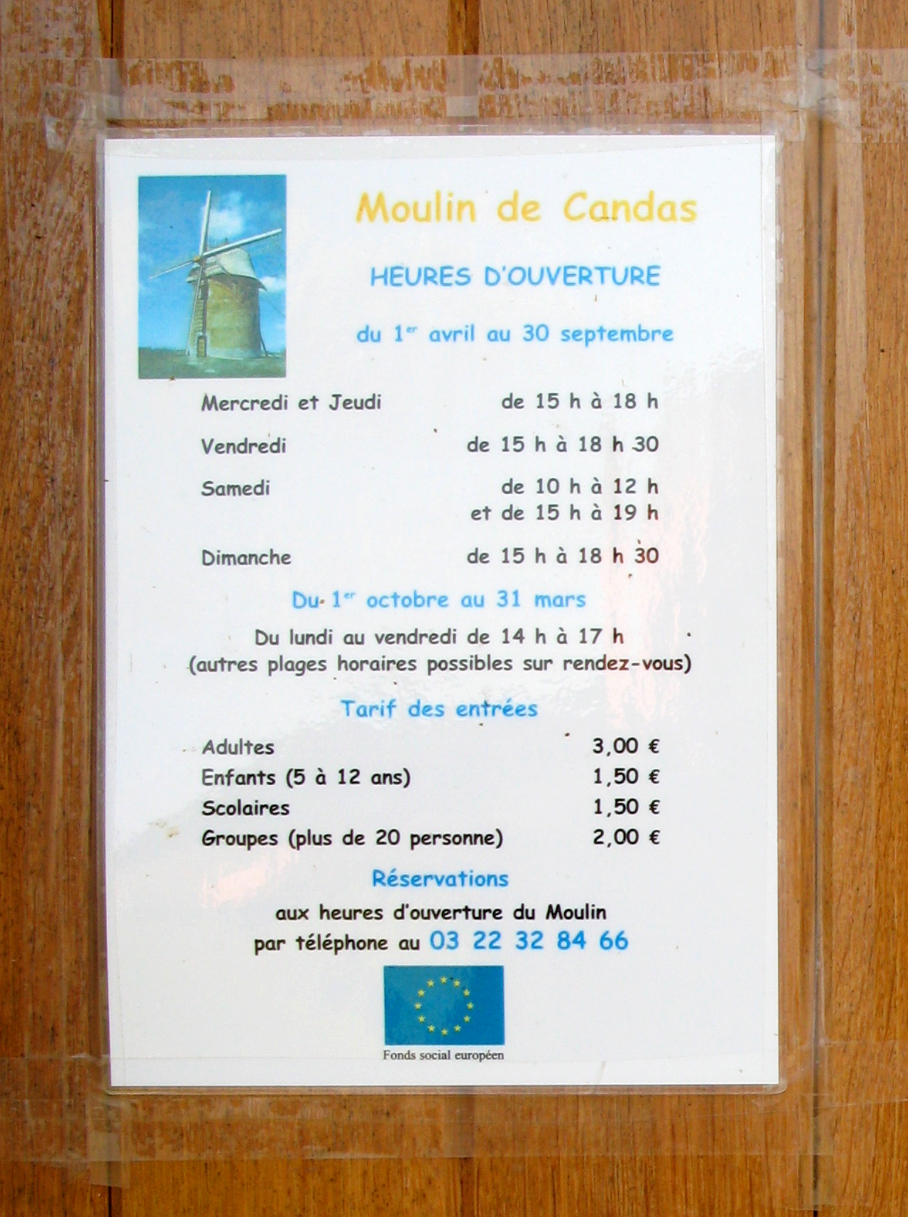
Conditions de visite en 2007.

- Chapelle du Valheureux, sépulture des familles Babeur, Lévêque et Saint, reconstruite après la Révolution[21].

### Héraldique
| Blason de Candas | Blason  | D'azur à la gerbe de blé d'or accompagnée de deux étoiles d'argent en chef et d'un croissant du même en pointe. |
| Blason de Candas | Détails | Le statut officiel du blason reste à déterminer.                                                                |